# Zabalam

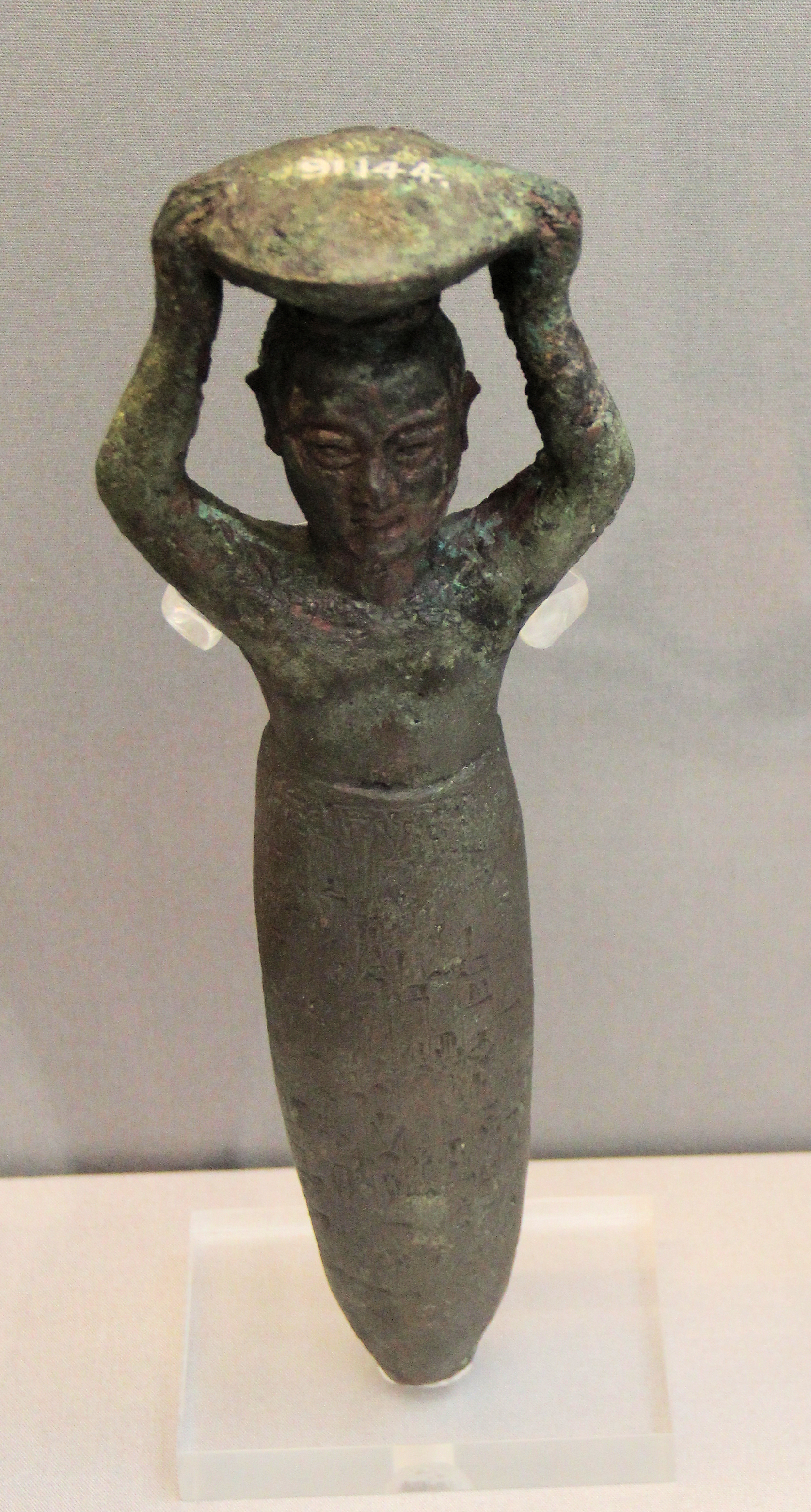
Figurilla de fundación de Warad-Sin para Inanna, encontradas en Zabalam.

Zabalam, también Zabala (transliterado del cuneiforme 𒍝𒈽𒀕𒆠 zabalamki, moderna Tell Ibzeikh) era una ciudad de la antigua Sumeria en lo que hoy es la gobernación de Di Car en Irak. Zabala estaba situada en el cruce de los antiguos canales de Iturungal y Ninagina, no lejos de Umma. La deidad patrona de la ciudad era la Inanna de Zabala.

## Historia
Las primeras menciones de Zabalam se encuentran en impresiones de sellos del período Jemdet Nasr (3100-2900 a. C.) que incluyen una lista de antiguos sitios: Ur, Nippur, Larsa, Uruk, Kes o Zabalam. El registro histórico más antiguo, está en una inscripción de cuenco, indicando que Zabalam estaba bajo el control de Lugalzagesi de Lagash.
En el período sargónico, Rimush de Acad relata que Zabalam intentó rebelarse contra el control del Imperio acadio:

"Rimuš, rey del mundo, en la batalla contra Adab y Zabalam salió victorioso, y mató a 15.718 hombres y tomó a 14.576 cautivos. Además, capturó a Meskigala, gobernador de Adab, y a Lugalgalzu, gobernador de Zabalam. Conquistó sus ciudades y destruyó sus murallas. Además, de sus dos ciudades expulsó a muchos hombres, y los entregó a la aniquilación."
 Inscripción de Adab y Zabalam de Rimush.

Shar-kali-sharri y Naram-Sin relataron haber construido un templo a la diosa Inanna en Zabalam. Son documentos de Girsu con una fórmula establecida de fecha acadia: "En el año en que Naram-Sin puso los cimientos del templo de Enlil en Nippur y del templo de Inanna en Zabalam".
Después de la caída de Acad, Zabalam entró en la esfera de influencia de la ciudad-estado de Isin según puede apreciarse por los nombres de los años de varios gobernantes, incluidos Itar-pisa y Ur-Ninurta. Posteriormente, la ciudad estuvo sometida a Abisare de Larsa, cuyo nombre del año informó sobre la construcción del canal 'favorito de Inanna de Zabalam'.
Durante el período Ur III, Zabalam fue controlada por el gobernador de Ur en Umma, que era la capital de la provincia de Umma. Los textos cuneiformes afirman que Hammurabi construyó el templo Ezi-Kalam-ma de Zabalan dedicado a la diosa Inanna.
El templo de Inanna en Zabalam es el tema del himno 26 en los himnos del templo de Enheduanna.

## Arqueología
A principios de la década de 1900, se produjo una gran cantidad de excavaciones ilegales en Zabalam. Un ejemplo de escritura de la época de Hammurabi se eliminó de Zabalam durante este período. Esta actividad alcanzó un nuevo auge en la década de 1990, momento en el que la Organización Estatal de Antigüedades y Patrimonio de Irak parece haber autorizado una excavación oficial, la primera en el yacimiento. No está claro que los resultados se hayan publicado en algún momento. Un nuevo brote de saqueos arqueológicos en Zabalam estalló después de la guerra de Irak de 2003.